# MI9
Il British Directorate of Military Intelligence - Section 9 (in italiano: Direzione britannica dell'intellingence militare - Sezione 9), meglio noto con l'acronimo MI9, era una sezione del Military Intelligence, dipartimento  del  War Office britannico, attiva tra il 1939 e il 1945 durante la seconda guerra mondiale.

## Scopi
Il suo compito operativo era quello di assistenza e aiuto ai partigiani operanti nei territori occupati dai nazifascisti e di recupero di militari delle forze alleate che si fossero trovati dietro le linee nemiche (per esempio, piloti abbattuti, prigionieri di guerra in fuga dai campi di prigionia o soldati bloccati dagli eventi bellici, come nel caso della battaglia di Dunkerque).
Al suo interno, la "A Force" era la speciale unità che si occupava specificamente dell'organizzazione della fuga dai campi di detenzione dei prigionieri di guerra alleati e dell'assistenza di coloro che erano evasi.